# Henry Osborne Curtis
Henry Osborne Curtis, britanski general, * 1888, † 1964.